# Osečany (zámek)
Zámek Osečany (německy Schloß Wosetschan) se nachází ve stejnojmenné obci Osečany v okrese Příbram ve Středočeském kraji. Zámek je zapsaný v Ústředním seznamu nemovitých kulturních památek České republiky od roku 1965 jako kulturní památka. Předmětem ochrany je rozsáhlý areál s ústřední budovou zámku, obklopenou romantickým parkem s několika menšími stavebními objekty. Zámek je v soukromém vlastnictví, ve vyhrazených dnech je přístupný veřejnosti.

## Historie
První písemná zmínka o Osečanech pochází z roku 1352 ve spojitosti se jménem Jana z Osečan, o němž se předpokládá, že byl zakladatelem zdejší tvrze, která je však poprvé výslovně zmíněna až v roce 1526. Po Osečanských patřily Osečany Břízkým a po nich Vojkovským z Milhostic. Existuje domněnka, že Vojkovští přestavěli v druhé polovině 16. století tvrz na renesanční zámek. Poté se zde střídali další majitelé. Po porážce stavovského povstání získal zabavené panství Albrecht z Valdštejna, který je vzápětí směnil s Pavlem Michnou z Vacínova.
V roce 1665 koupil zadlužené Osečany Wolfgang Henneg, který posléze zahájil přestavbu sídla na trojkřídlý zámek v barokním stylu. Výstavba probíhala postupně od roku 1680, letopočet 1683 byl umístěn na mříž vstupního portálu zámku. Avšak ještě v roce 1701 je objekt popisován jako nový nedostavěný dům. V roce 1733, kdy bylo sídlo v majetku Jana Václava Bubny z Litic, byla v jižním křídle zámku vybudována kaple sv. Anny. K tomuto datu se považuje barokní přestavba zámku za ukončenou.
Jako další majitel je jmenován profesor anatomie a chirurgie Jan Ignác šlechtic Mayer z Mayersbachu (1693–1757), císařský rada a osobní lékař Marie Terezie, rektor pražské univerzity a po něm jeho syn Mořic August Adolf od 1812 rytíř Mayer z Mayersbachu (narozen v Osečanech 1730 – zemřel v Praze 1816), děkan lékařské fakulty pražské univerzity. Se svou chotí M. Annou Gayerovou šlechičnou z Ehrenbergu (1733-1799) patrně žili v Praze, kde se narodilo i jejich sedm dětí, mezi nimi Gabriela († 1808), se kterou se později oženil František Josef rytíř Gerstner.
Významnou měrou se do historie zámku i vsi zapsali hrabata Laniusové z Wellenburgu. Vedli zde svůj malý dvůr s patřičným služebnictvem. Rodina změnila výrazně okolí zámku na veliký park. Park měl rozlohu pěti hektarů a systém cest ukazuje, že zde byl realizován kvalitní architektonický projekt. Rozhodující úlohu při budování parku měl zřejmě panský zahradník Václav Rissl. Hrabě Lanius přivážel ze svých četných cest po cizině cenné dřeviny, které Rissl citlivě umisťoval. Risslovo zahradnické umění bylo na vysoké úrovni. Západně od zámku je souvislý les a rybníček, který je rovněž součástí parku. Panství vlastnil Franz Josef hrabě Lanius von Wellenberg (1701–1780) a jeho manželka Hieronyma/Jeronýma rozená hraběnka von Caraffa princezna d'Avella (1723–1781), která na základě kupní smlouvy z 18. dubna 1761 zakoupila panství a zámek Vosečany (nyní Osečany) na Příbramsku, přijala svého manžela, tehdy 1. plukovníka kyrysnického regimentu, do spoluvlastnictví a na tomto základě jim byl propůjčen 16. července 1763 inkolát panského stavu v Království českém. Jejich syn Karl  (1750–1830) statek prodal roku 1795, když se oženil s Annou rozenou baronkou von Fronnmüller (1767–1811).
Poté se již až do roku 1928 Osečany vrátily do vlastnictví potomků Mayerů z Mayersbachu. Roku 1795 Osečany totiž získala Gabriela Mayer von Mayersbach rozená Schwallová (1770–1808), od 1791 manželka Johanna Nepomuka Mayer von Mayersbach (1770–1851), syna Mořice rytíře Mayera z Mayersbachu. (1730–1816). Gabriela s Johannem spolu měli jedenáct dětí, z nichž se většina narodila v Osečanech, kde Gabriela v roce 1808 zemřela. Manžel Johann se pak v roce 1812 oženil s Rosálií z Kristelly (1792–1868), se kterou měl ještě další děti. Johann zemřel v roce 1851. Jako majitel Osečan je roku 1829 zmíněn syn Adolph Ritter von Mayersbach (1804–1882), jinak poslanec zemského sněmu, prezident akciové společnosti Cukrovary v Uhříněvsi, okresní starosta a statkář v Říčanech. Podle popisu v Sommerově topografii z roku 1849 vrchnost na zámku nebydlela, obýval jej jen správce panství, a přiléhala k němu jednak užitková zahrada kuchyňská, a dále anglický park. Vrchnost měla patronát nad místní školou, hospodářským dvorem, pivovarem a palírnou kořalky.
Další majitelkou se stala Adolfova sestra Johanna roz. Mayer von Mayersbach (1801–1866) a její manžel Joseph Pulpán Ritter von Feldstein (1789–1840), který statek zakoupil. V letech 1850 až 1860 dala tehdejší majitelka zámku Johanna Tiegel von Lindenkron upravit zámek v novogotickém stylu, avšak barokní podoba objektu z přelomu 17. a 18. století v podstatě zůstala zachována. Jedinou dcerou a dědičkou se pak stala Anna, rozená Pulpán von Feldstein (1831–1862) a její manžel (Johann) Emanuel Tiegel von Lindenkron (1822–1911).
Poslední dědičkou byla Anna Marie Gabriela Emanuela Johanna rozená Tiegel von Lindenkron (1862–1929), jejíž kmotrou byla Antonia hraběnka Lanius, dcera hraběte Karla (1750–1830), zastoupená při křtu babičkou dítěte Antonií Tiegel von Lindenkron, rozenou Schmelzern von Wildmannsegg (1801–1885 Osečany). Anna se roku 1884 vdala za barona Rudolfa Voith von Sterbez (1848–1905), c. k. setníka, který opustil armádní kariéru, aby se věnoval správě panství, kde pak byl pro svou lidumilnost oblíben. Manželství však zůstalo bezdětné a ovdovělá baronka Anna Voith von Sterbez rozená Tiegel von Londenkron (1862–1929) od roku 1905 hospodařila na panství sama. Na hospodářských výstavách úspěšně prezentovala chov domácího zvířectva. V roce 1912 na statku vyrostlo progresivní betonové silo, které přijížděli obhlížet i ze zahraničí. Během první světové války baronka Anna opakovaně z posledních prostředků podporovala Červený Kříž (ve sbírce se mezi šperky byl i snubní prsten). V roce 1918 vyhořela sušárna na ovoce, na jejímž místě byly postaveny skleníky. O obtížné situaci svědčí dopisy hudebního skladatele Josefa Suka, který byl rodinným přítelem od mládí a manželům Voithovým dedikoval několik skladeb. Roku 1926 byla provedena částečná parcelace velkostatku na základě pozemkové reformy: bylo přiděleno asi 2106 ha půdy drobným zemědělcům. Roku 1928 byla baronka Anna donucena zadlužené panství prodat.
Největším věřitelem byla Okresní hosp. záložna v Sedlčanech, která dne 5. června 1931 koupila velkostatek se vším, co k němu patřilo v Osečanech, ve Velběhách, Prosenické Lhotě, Prosenicích, Kliměticích, Břišejově a v Štětkovicích s veškerým živým i mrtvým inventářem a se zásobami za 2 750 000 korun. Představenstvo záložny, chtějíc chudším občanům pomoci k půdě a majetku, rozparcelovalo v témže roce celý koupený velkostatek. Zámek s parkem ve výměře 9 ha darovalo okresu sedlčanskému na zřízení dobročinného ústavu.
V roce 1928 zámek koupil lékařský spolek se záměrem vybudovat zde ozdravovnu. V době druhé světové války byly Osečany, podobně jako řada dalších obcí na Sedlčansku a Neveklovsku, v roce 1943 vystěhovány a obec se zámkem se stala součástí výcvikového prostoru zbraní SS. Zámek spolu s jeho barokní výzdobou byl poškozen ostrými střelbami ze zdejšího cvičiště zbraní SS. Po Únoru 1948 připadl zámek podniku Zdravotnické zásobování a byl adaptován na sklad zdravotnického materiálu. Po roce 1989 zámek získalo v restituci sedmnáct spoluvlastníků a objekt desítky let bez údržby chátral. V roce 2018 zámek koupili za dvanáct miliónů korun Matěj Stropnický, publicista, politik a bývalý předseda Strany zelených, a jeho partner, herec Daniel Krejčík. Na obnovu střechy a krovu zámku schválil v roce 2020 Středočeský kraj dotaci ve výši 5,9 milionu korun. Obnova střechy byla kompletně dokončena v září 2021. Konečná cena se vyšplhala na 8,2 milionů korun.

## Popis
Areál osečanského zámku se nachází v západní části obce na vyvýšeném místě mezi potokem Mastníkem a jeho místním pravostranným přítokem. Dvoupatrový zámek je trojkřídlý, s pozůstatky někdejšího anglického parku a s hospodářským dvorem na severní straně. Střecha zámku je sedlová s malou plechovou věžičkou.

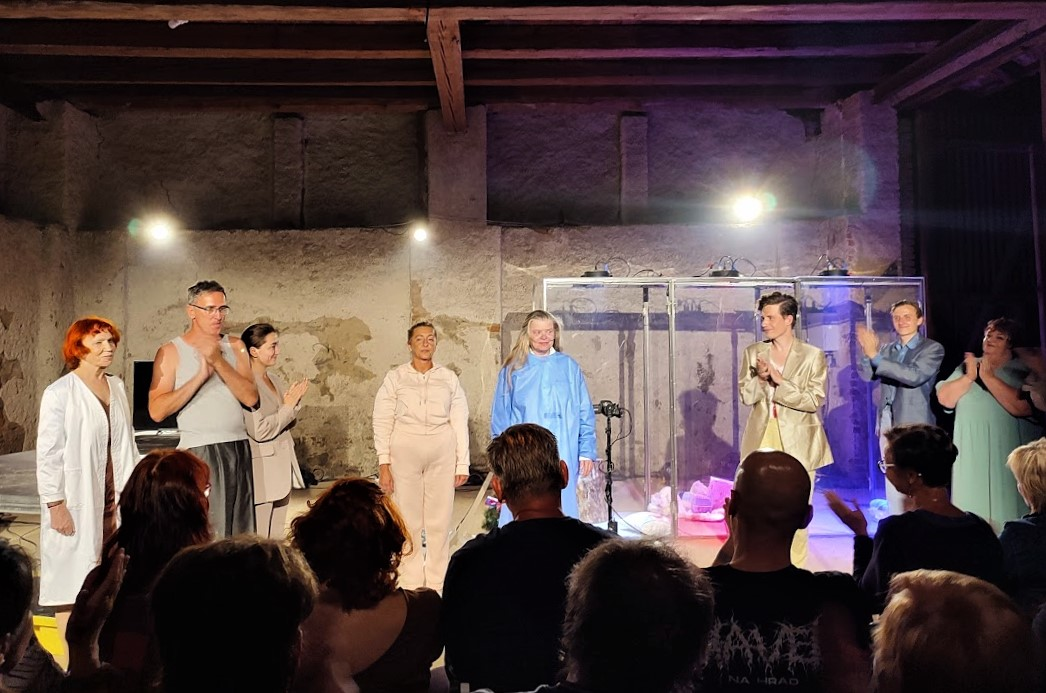
Divadlo ve stodole

Kaple svaté Anny je jednolodní podélná převýšená prostora, která prochází z přízemí až do prvního poschodí zámku. Vstup do kaple je z malého nádvoří, sevřeného křídly zámecké budovy. Nad žulovým portálem je z pískovce vytesaná socha svaté Anny, vyučující Pannu Marii, pod ní v kartuši latinský text dedikace s chronogramem (1733): „HAEC AVGVSTAE NOVODO/MV S.ANNA.PERENNETHON/ORE QVO TIBI. Z BVBNA.A/STAT.PIETATE SACRA.“ Po stranách dva alianční erby s iniciálami jmen a titulů v němčině: vlevo Antonín Vít hrabě z Bubna Litic (A.W. G. V. B.V.L. = Anton Weit Graf von Bubna von Lititz) a jeho první manželky Anny Karolíny z Kolowrat (C.A.G.V.B.L.G. dále chybně doplněná písmena, = Carolina Anna Grafin von Bubna Litic, Grafin von Kolowrat).
Po stranách portálu kaple stojí na žulových pilířích pískovcové sochy patrona zemědělců svatého Linharta a kapucínského mnicha svatého Felixe s rytými jmény na soklu. Původně hodnotné barokní sochy z první poloviny 18. století byly poškozeny střelbou za nacistické okupace, při jejich restaurování byly nově doplněny hlavy. Za druhé světové války byl zničen také původní barokní oltář. Současný oltář s obrazem archanděla Michaela byl do kaple přemístěn z kostela archanděla Michaela v bývalém horním městě Lauterbachu (zaniklé Město Litrbachy, po roce 1948 přejmenované na Čistou) na Sokolovsku. Pod klenbou kaple se nachází freska Madony Svatohorské.

## Dostupnost
Zámek Osečany je veřejnosti přístupný ve vybraných dnech, konkrétně o sobotách a nedělích v době od 30. května do 1. listopadu. Majitelé zámku umožňují ve zdejším areálu, případně v zámecké kapli také pořádání svateb. Na zámku probíhá divadelní přehlídka Osečanské divadelní léto.

## Galerie

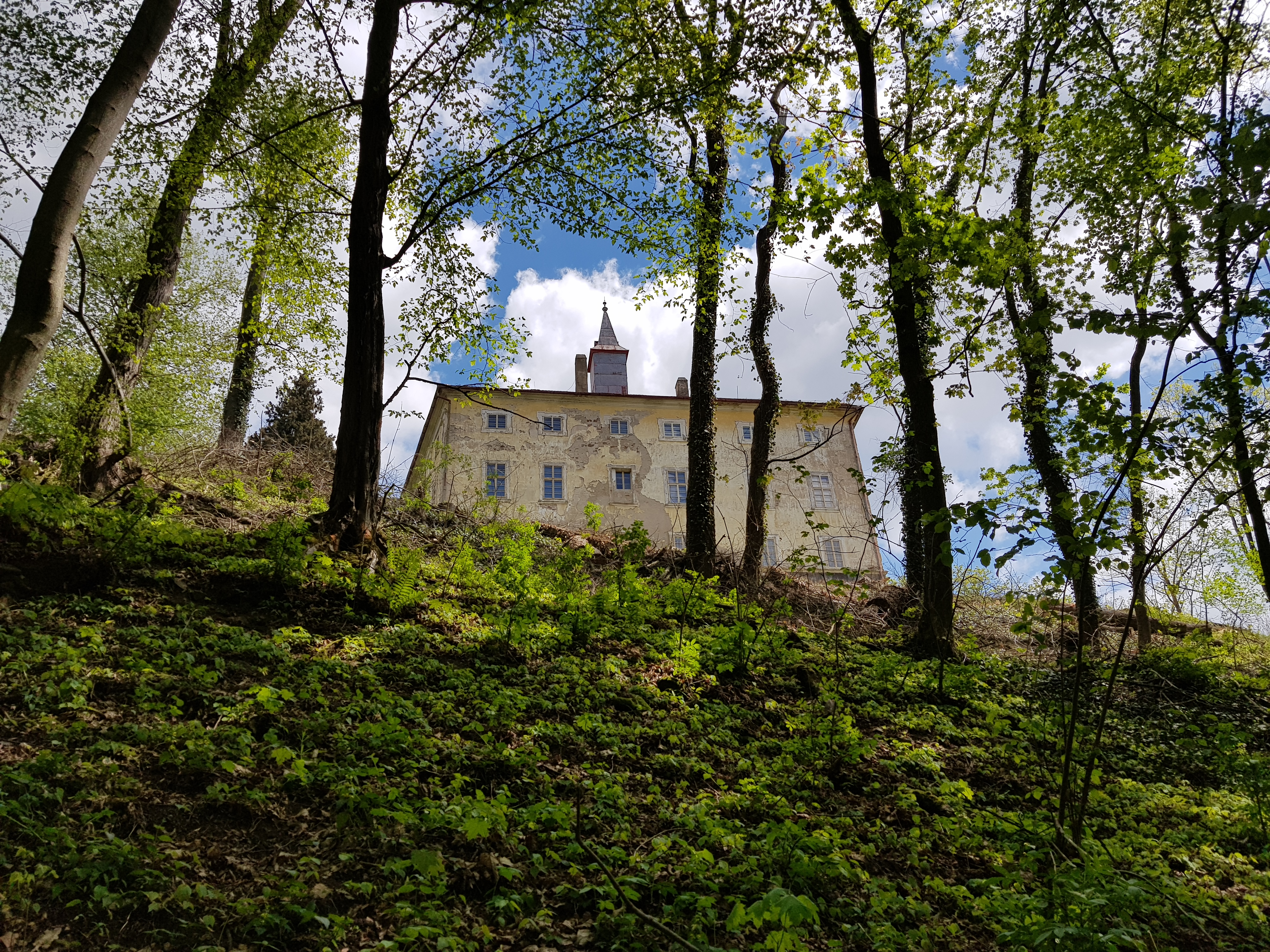
Pohled ze stráně nad potokem
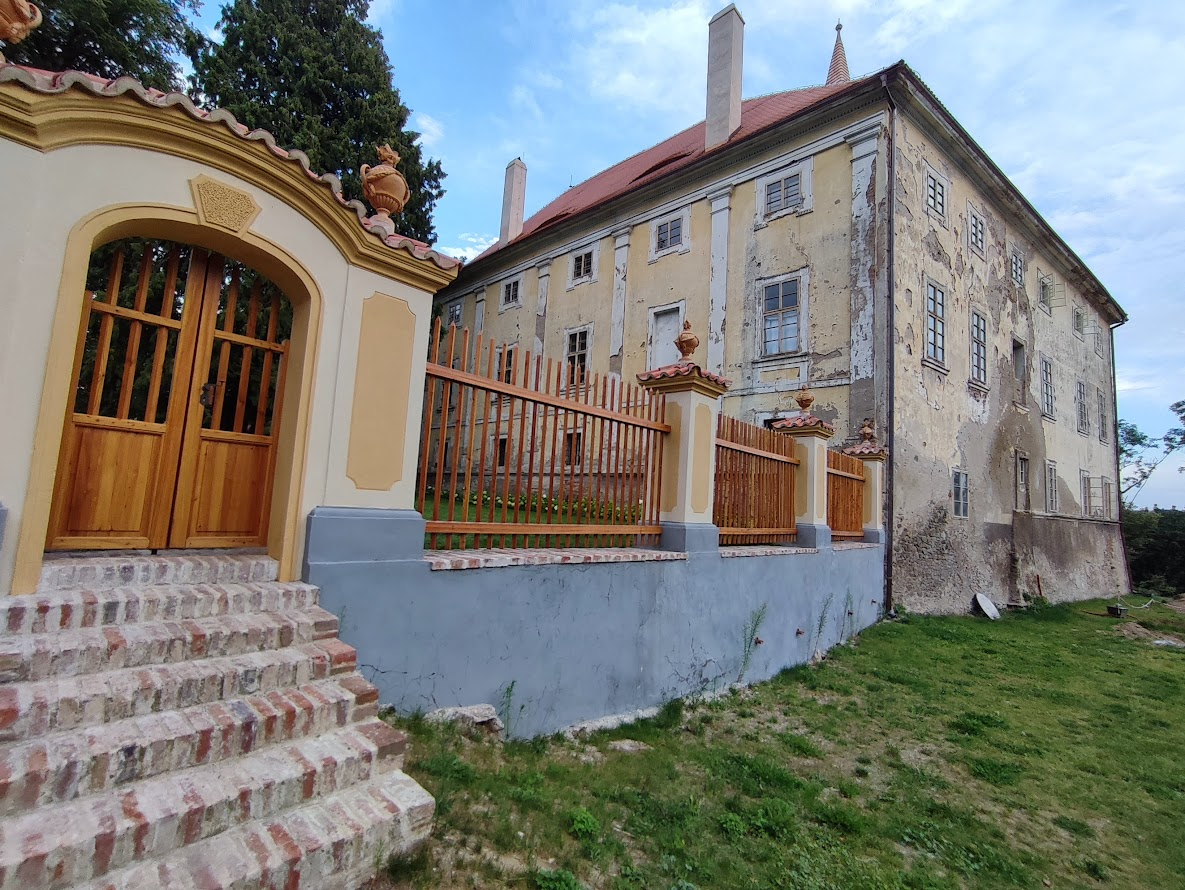
Vstupní vrata
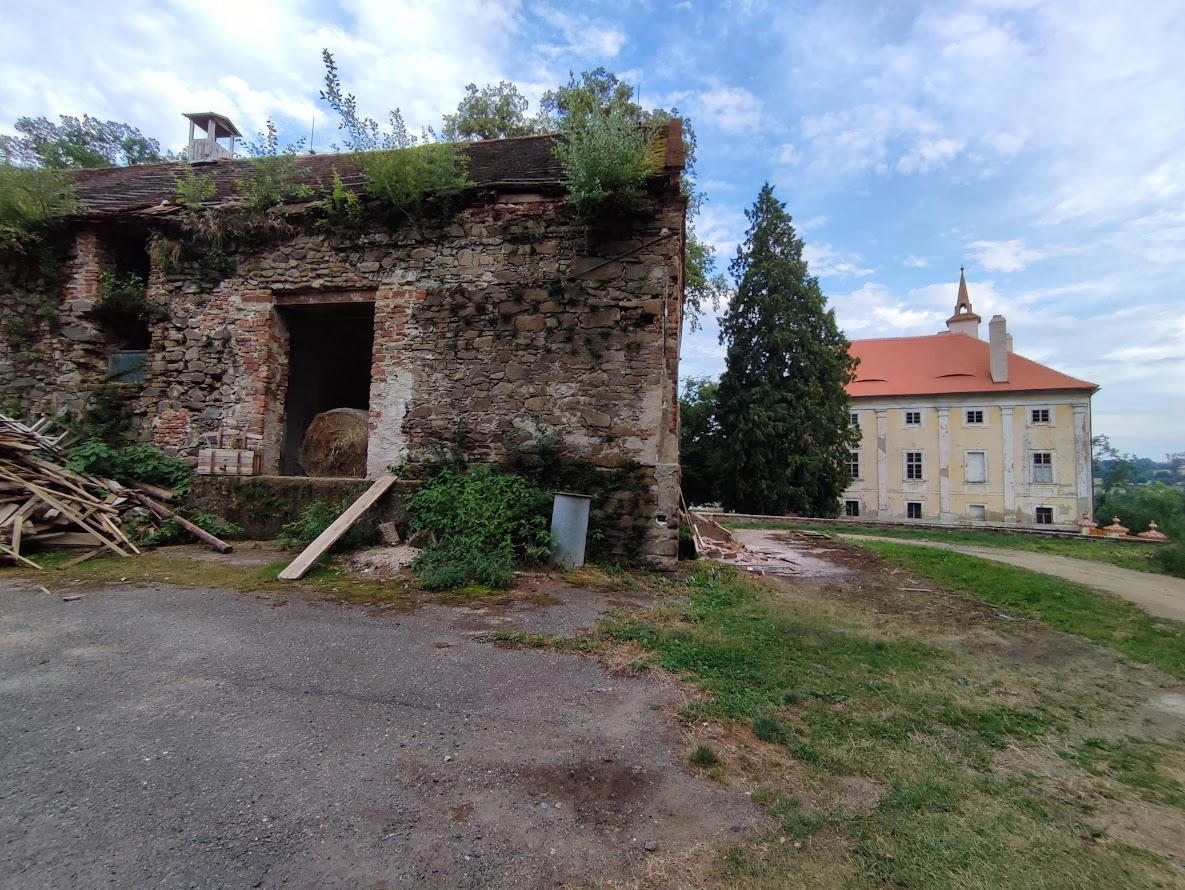
Zámecké nádvoří
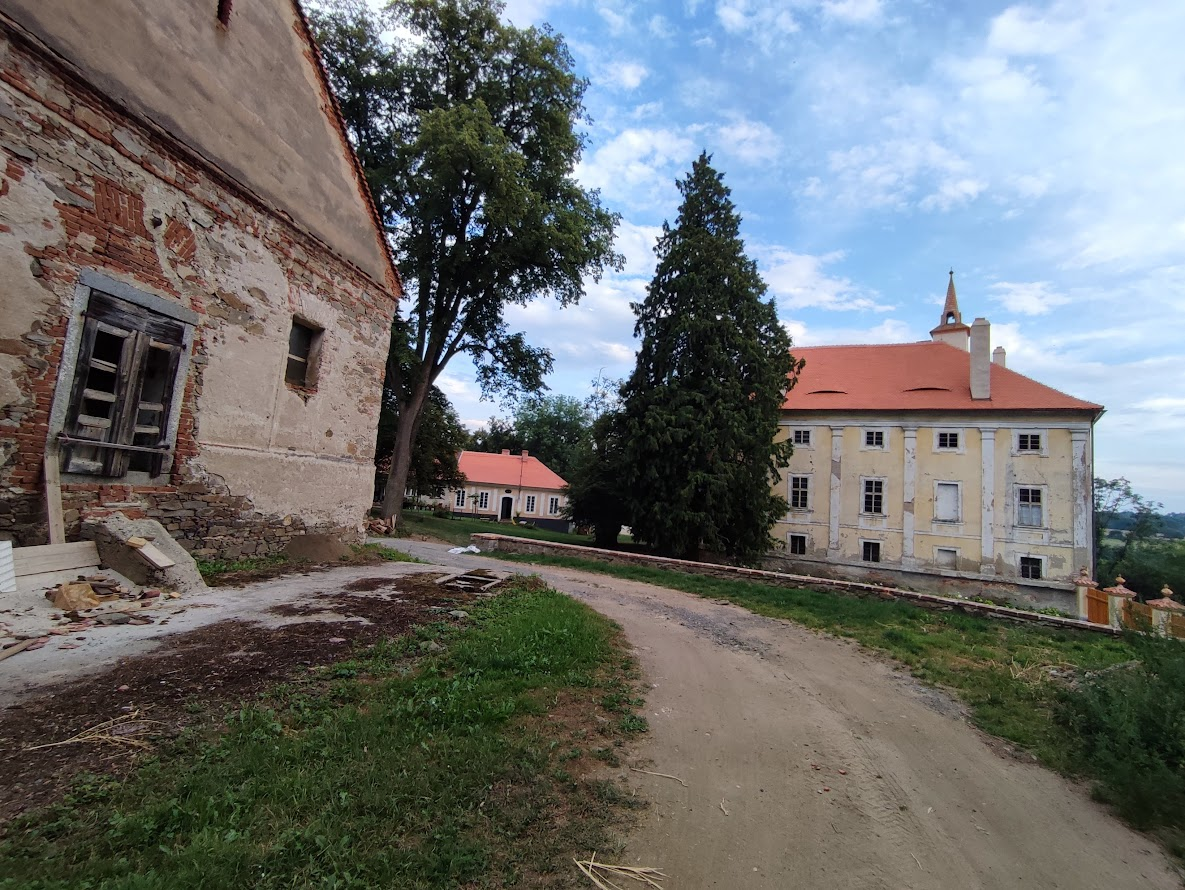
Zámecké nádvoří
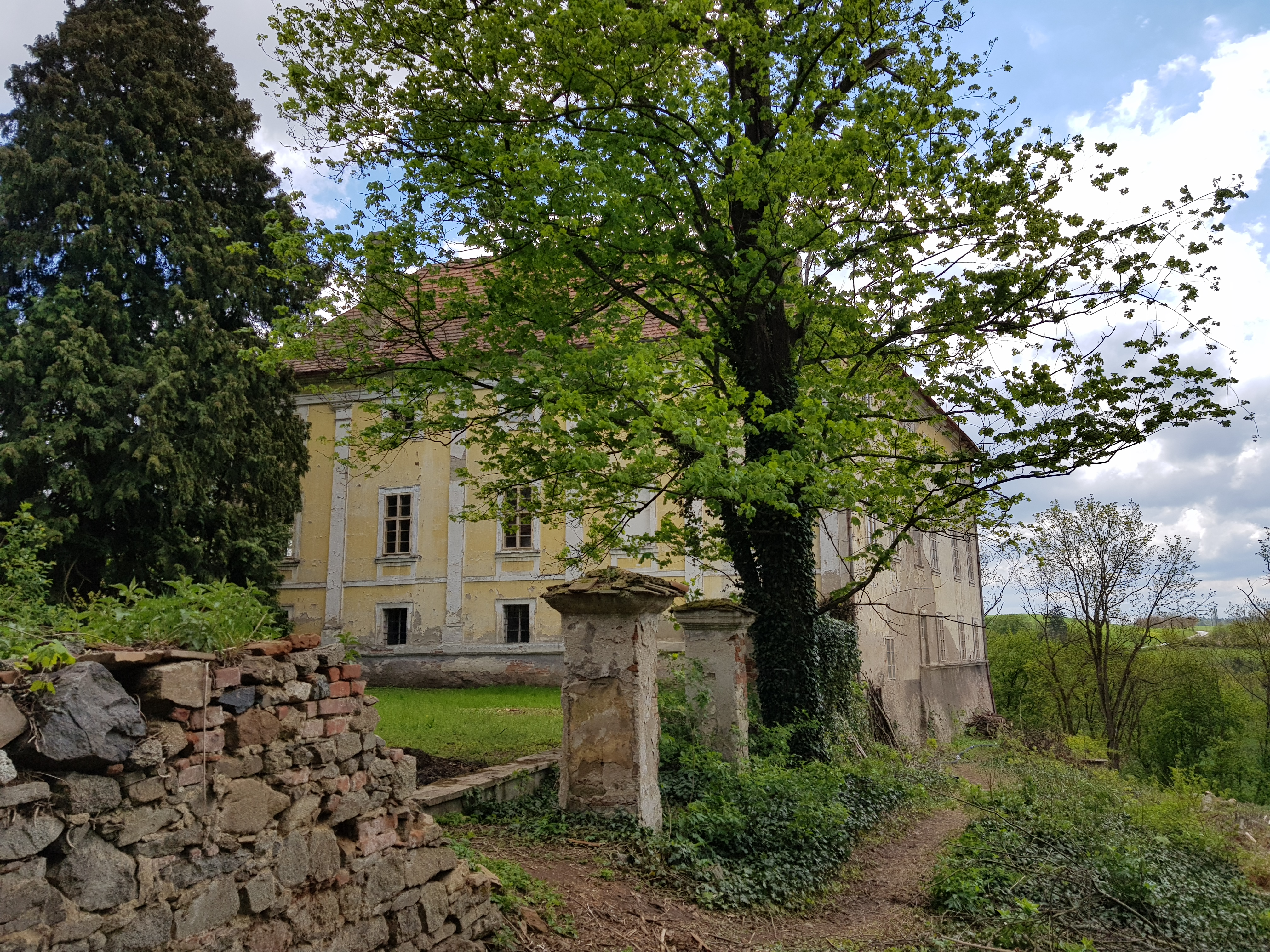
Trosky brány, 2017
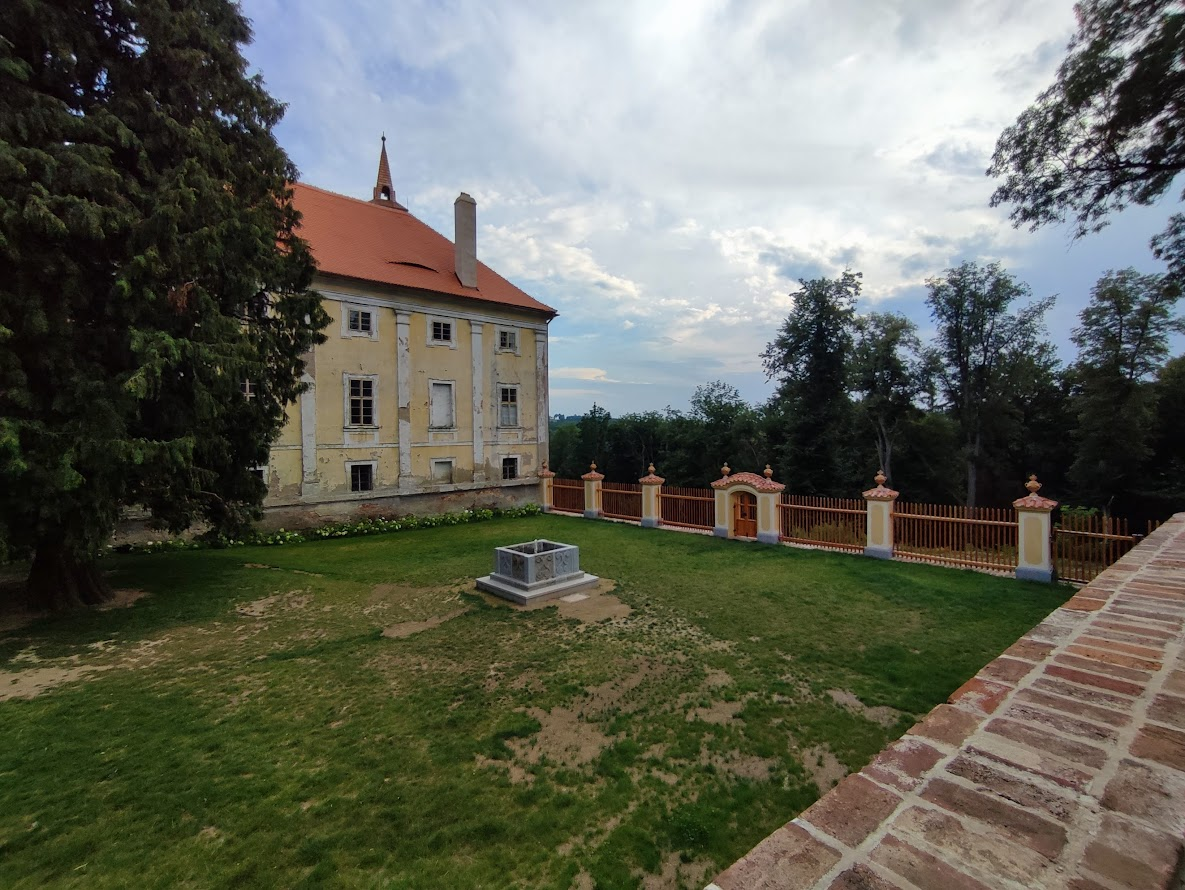
Zámecké nádvoří
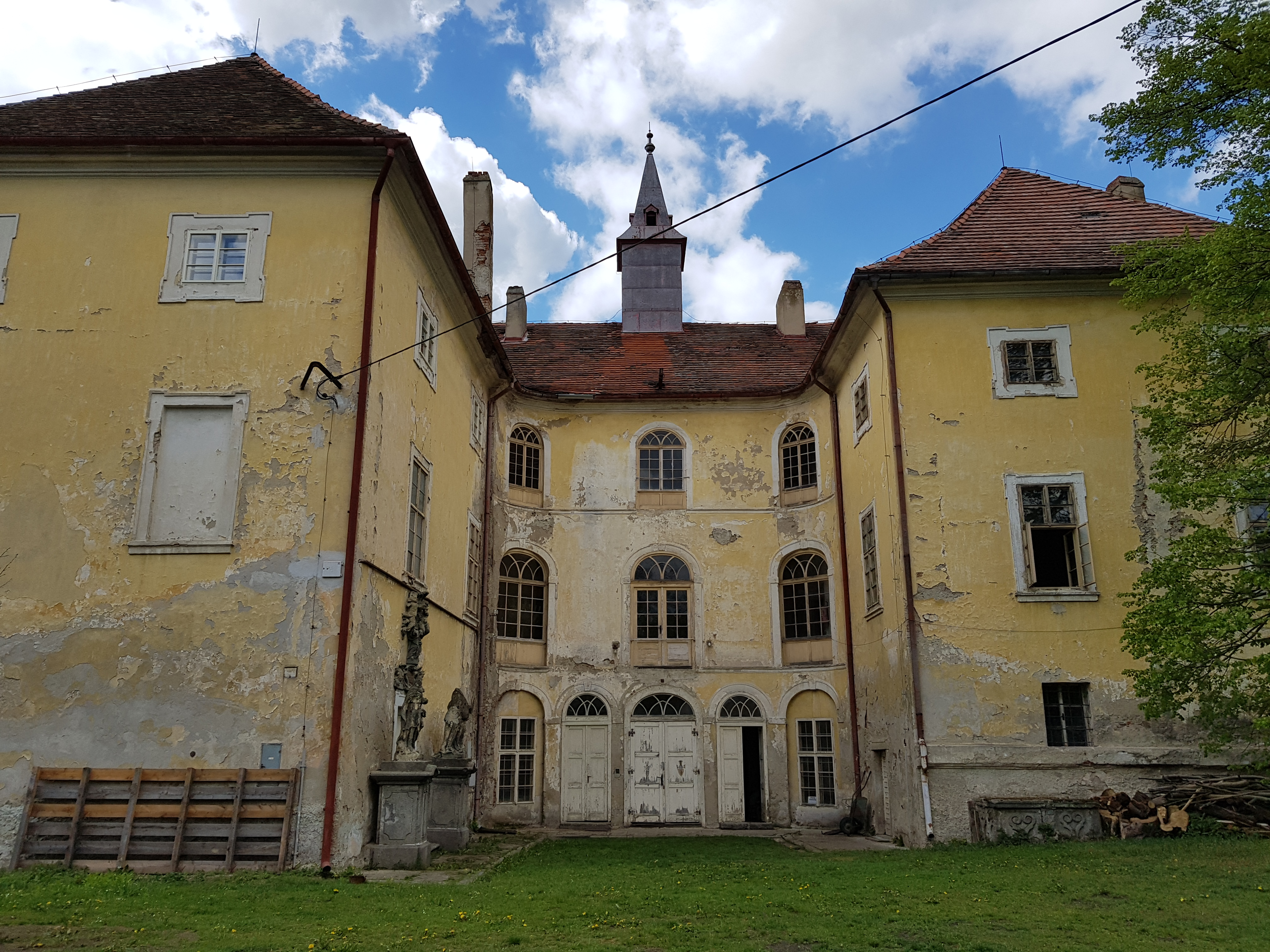
Malé nádvoří se vstupem do kaple
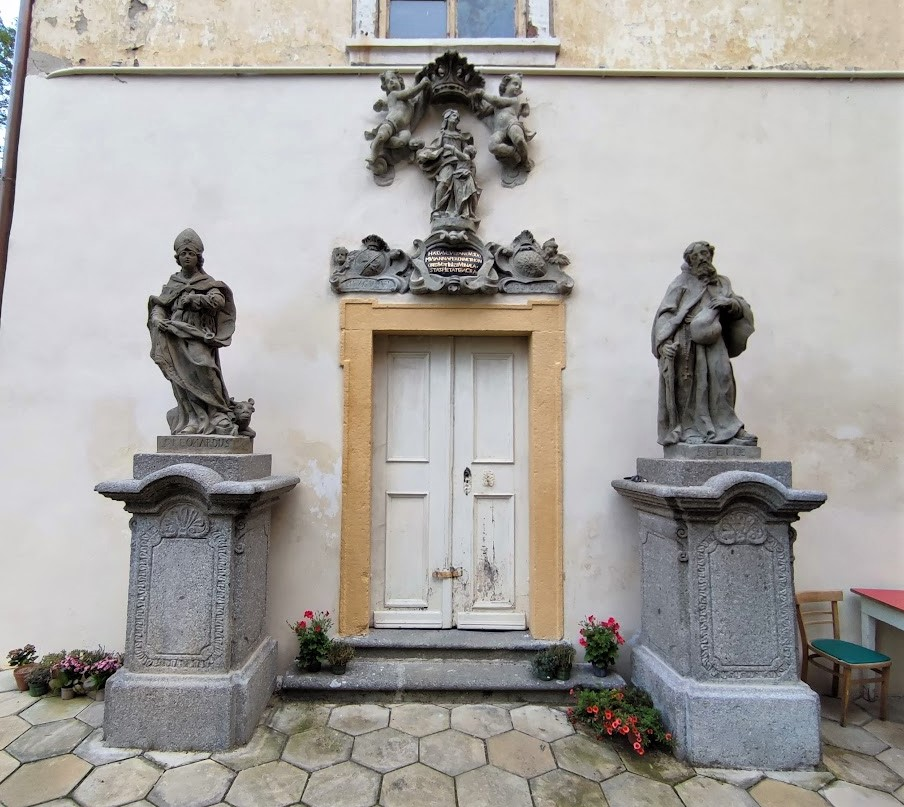
Vchod do kaple
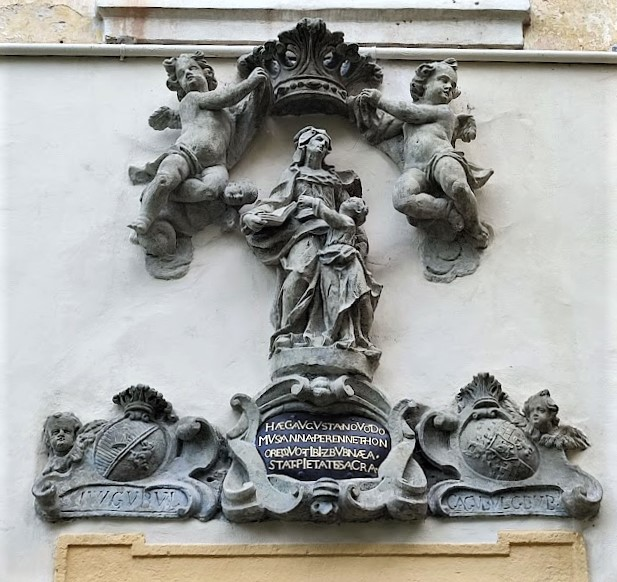
Kaple sv. Anny, sousoší nad vchodem
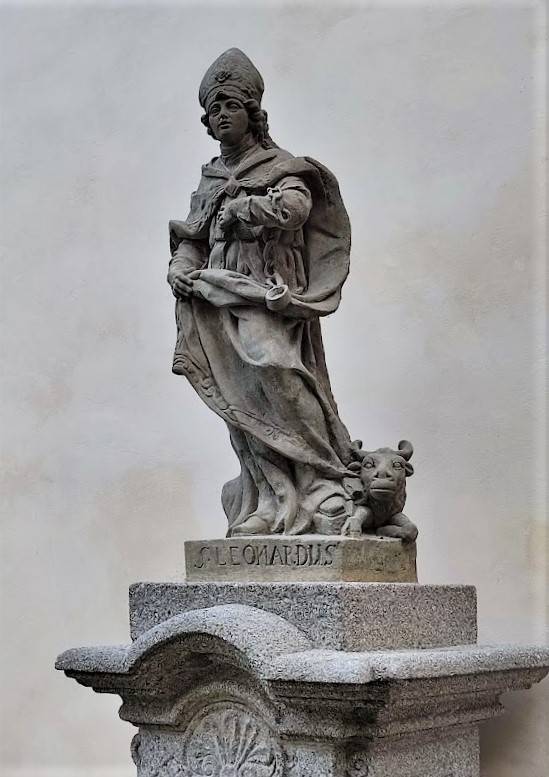
Socha sv. Linharta
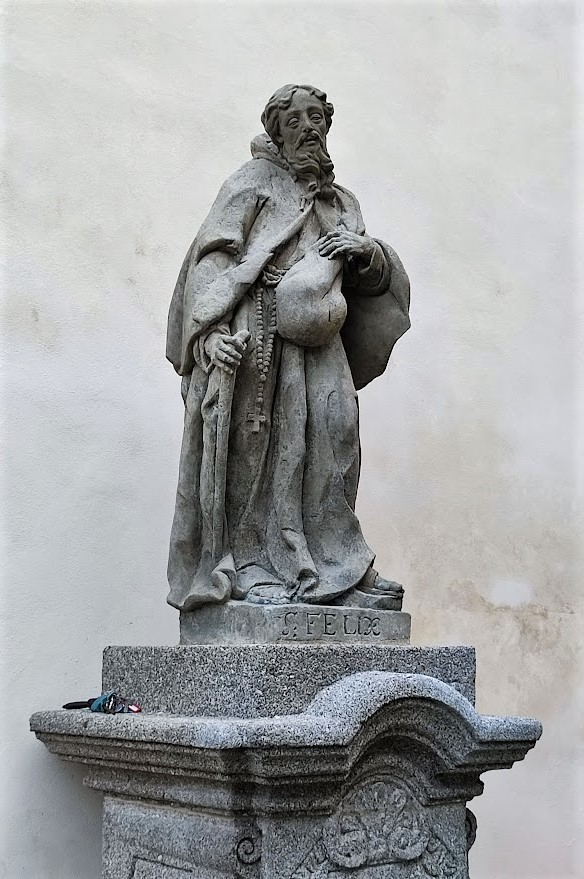
Socha sv. Felixe z Cantalice
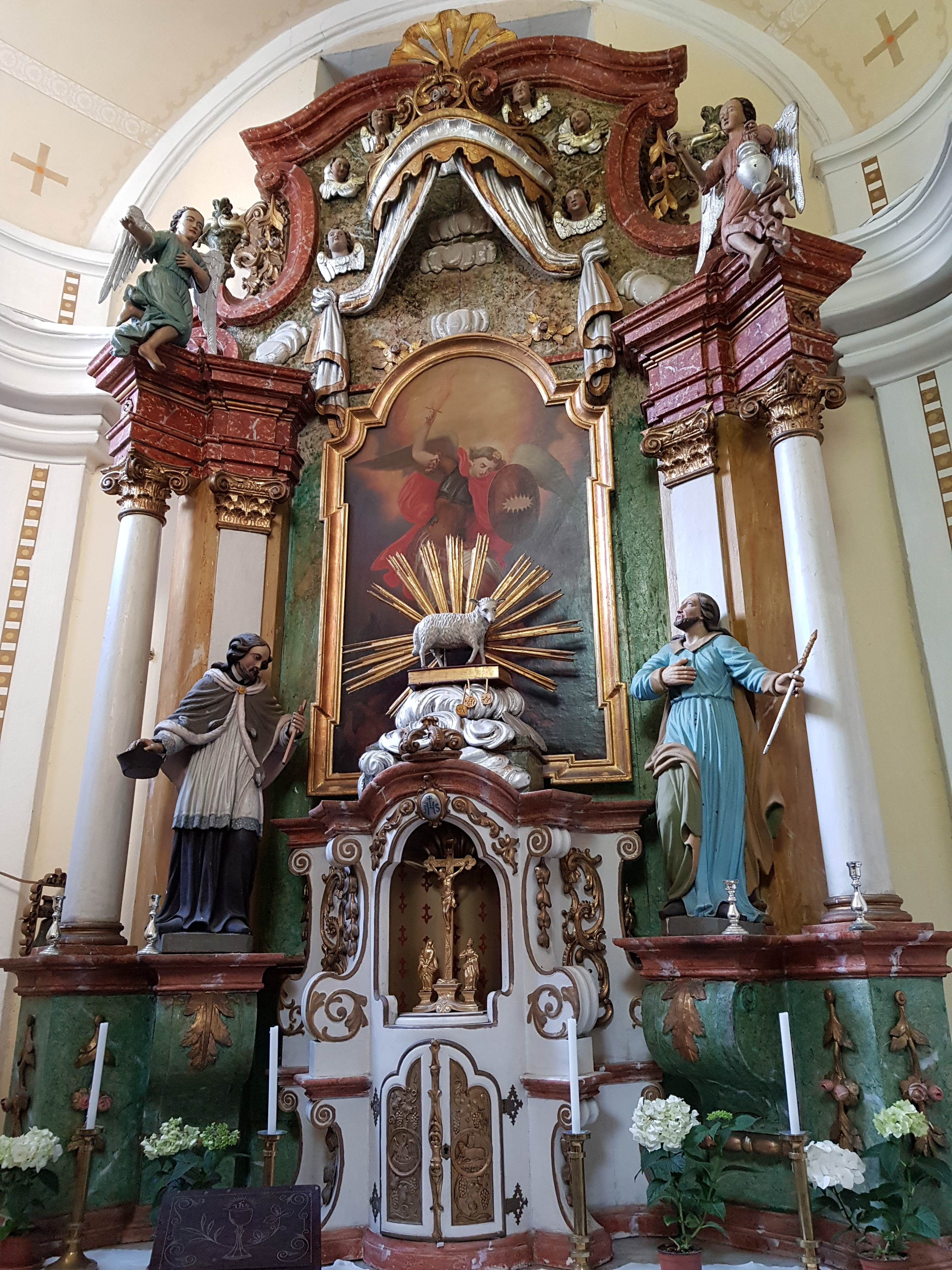
Oltář v kapli svaté Anny